# 故事大王
《故事大王》是一个面向小学生和初中生的故事月刊，创办于1983年
，杂志包括真情放送、校园内外、童话城堡、中外传奇、幽默大排档、卡通新干线、小故事家等栏目。
于1984年创办了首届“全国故事大王选拔邀请赛”。
1999年和2000年，《故事大王》连续两届荣获“全国百种重点社科期刊”称号。故事大王编辑部每两年举办全国故事大王选拔邀赛，每年均有许多少年儿童参加，争夺“全国故事大王”称号。
于2001年被评为上海市著名商标。并于2002年6月赢得了“上海市著名商标”称号，“故事大王选集”、“故事大王从书”等累计印数上百万册。